# Jonathan Adams (Schauspieler, 1967)
Jonathan Adams (* 16. Juli 1967 in Pittsburgh, Pennsylvania) ist ein US-amerikanischer Schauspieler und Synchronsprecher.

## Leben
Jonathan Adams spielte in mehreren US-Serien mit. In American Dreams erschien er regelmäßig neben Henry Walker. Diese Serie lief bei NBC von 2002 bis 2005. Am bekanntesten ist seine Rolle des Dr. Daniel Goodman in der Serie Bones – Die Knochenjägerin, die Adams bis zur 2. Staffel spielte. Die Serie lief bei FOX und RTL. 2007 bis 2008 spielte er im ABC-Kriminal-Drama Women’s Murder Club. Außerdem trat Adams zwischen 1996 und 2000 bei dem Oregon Shakespeare Festival auf.

## Filmografie (Auswahl)
- 1989: Heartstopper
- 1990: Equal Justice (Fernsehserie, Folge 1x01)
- 1998: Air Bud 2 – Golden Receiver (Air Bud: Golden Receiver)
- 2001: Frasier (Fernsehserie, Folge 8x12)
- 2001: Walker, Texas Ranger (Fernsehserie, Folge 9x15)
- 2001: Felicity (Fernsehserie, Folge 3x12)
- 2001: Osmosis Jones (Stimme)
- 2002: The American Embassy (Fernsehserie, 6 Folgen)
- 2002–2005: American Dreams (Fernsehserie, 61 Folgen)
- 2004: Crossing Jordan – Pathologin mit Profil (Crossing Jordan, Fernsehserie, Folge 3x02)
- 2005: Bones – Die Knochenjägerin (Bones, Fernsehserie, 18 Folgen)
- 2005: Planetfall
- 2006: The Unit – Eine Frage der Ehre (The Unit, Fernsehserie, Folge 2x06)
- 2007: Cane (Fernsehserie, Folge 1x09)
- 2007: Navy CIS (NCIS, Fernsehserie, Folge 5x08)
- 2007: One Tree Hill (Fernsehserie, Folge 4x20)
- 2007: The Closer (Fernsehserie, Folge 3x04)
- 2007–2008: Women’s Murder Club (Fernsehserie, 5 Folgen)
- 2007, 2009: 24 (Fernsehserie, 2 Folgen)
- 2008: Medium – Nichts bleibt verborgen (Medium, Fernsehserie, Folge 4x15)
- 2008: Boston Legal (Fernsehserie, Folge 5x09)
- 2009: Navy CIS: L.A. (NCIS: Los Angeles, Fernsehserie, Folge 1x04)
- 2009: Numbers – Die Logik des Verbrechens (NUMB3RS, Fernsehserie, Folge 5x22)
- 2009: The Cleaner (Fernsehserie, Folge 2x07)
- 2009: The Philanthropist (Fernsehserie, Folge 1x08)
- 2010: Black Panther (Fernsehserie, 2 Folgen)
- 2010: Desperate Housewives (Fernsehserie, Folge 6x17)
- 2010: Miami Medical (Fernsehserie, Folge 1x12)
- 2010: My Superhero Family (No Ordinary Family, Fernsehserie, Folge 1x04)
- 2010–2011: Hellcats (Fernsehserie, 2 Folgen)
- 2010–2012: Die Avengers – Die mächtigsten Helden der Welt (The Avengers: Earth’s Mightiest Heroes, Fernsehserie, 5 Folgen, Stimme)
- 2011–2013: Green Lantern: The Animated Series (Fernsehserie, 6 Folgen, Stimme)
- 2011–2014: Castle (Fernsehserie, 3 Folgen)
- 2011: Burn Notice (Fernsehserie, Folge 5x15)
- 2011: Fanboy & Chum Chum (Fernsehserie, Stimme)
- 2011: Harry’s Law (Fernsehserie, Folge 2x09)
- 2011: Memphis Beat (Fernsehserie, Folge 2x06)
- 2011: The Glades (Fernsehserie, Folge 2x13)
- 2012: Up All Night (Fernsehserie, Folge 1x19)
- 2012–2013: Revenge (Fernsehserie, 3 Folgen)
- 2012–2013: USA Top Secret (America's Book of Secrets, Fernsehserie, 17 Folgen)
- 2012–2015: Last Man Standing (Fernsehserie, 21 Folgen)
- 2013: Nikita (Fernsehserie, Folge 3x15)
- 2013: Pair of Kings – Die Königsbrüder (Pair of Kings, Fernsehserie, 2 Folgen)
- 2013: Planes (Stimme)
- 2013: Uncle Grandpa (Zeichentrickserie, 3 Folgen, Stimme)
- 2013–2014: Die Legende von Korra (The Legend of Korra, Zeichentrickserie, 9 Folgen, Stimme)
- 2013–2015: Hulk and the Agents of S.M.A.S.H. (Fernsehserie, 4 Folgen, Stimme)
- 2014: Crisis (Fernsehserie, Folge 1x03)
- 2014: Dallas (Fernsehserie, 2 Folgen)
- 2014: Drop Dead Diva (Fernsehserie, Folge 6x12)
- 2015: Once Upon a Time – Es war einmal … (Once Upon a Time, Fernsehserie, Folge 4x20)
- 2015: Avengers – Gemeinsam unbesiegbar! (Marvel's Avengers Assemble, Zeichentrickserie, Folge 2x16, Stimme)
- 2015: Der ultimative Spider-Man (Zeichentrickserie, 2 Folgen, Stimme)
- 2015: The Stinky & Dirty Show (Zeichentrickserie, Stimme)
- 2017: The Orville (Fernsehserie)
- 2017: Man with a Plan (Fernsehserie, Staffel 2 – Folge 2)
- 2022: All Rise – Die Richterin (Fernsehserie, 1 Folge)
- 2023: Grey’s Anatomy (Fernsehserie, 1 Folge)